# キスダム -ENGAGE planet-
『キスダム KISSDUM -ENGAGE planet-』（キスダム エンゲージプラネット）は、日本のテレビアニメ。テレビ東京系ほかで、2007年4月3日 - 9月25日に放送された。放送開始から約4年半後の2011年に初映像ソフト化されるという、近年のテレビアニメ作品としては非常に珍しいケースの作品となった。
この項目では、映像をリテイクし新作話を1話加えて2008年4月 - 10月にかけて放送された『キスダムR -ENGAGE planet-』（キスダムアール エンゲージプラネット）についても記載する。以降、2007年にテレビ東京系にて放送されたものを『キスダム』、翌2008年に放送されたリテイク版を『キスダムR』と呼称する。また『キスダム』と『キスダムR』で一部話数の表記が違っているため、この項目では公式サイトに準じて（特に『キスダム』版について述べる場合を除き）『キスダムR』での話数を記載する。

## 概要

### 作品の特徴
サテライト発のオリジナルアニメーション作品第6弾。近未来の地球を舞台に主人公の哀羽シュウ（ネクロダイバー）が異形生命体“ハーディアン”との肉弾戦を繰り広げるいわゆる熱い・燃える展開が見所の1つとなっているSF超人バトルアクションアニメであり、主人公が人類を滅亡の危機から救うという一種の王道ヒーローアニメ的な側面も持つ作品である。さらに河森正治デザインによる変形ロボットや森木靖泰デザインによる潜水艦も登場し、物語の根底には全人類対侵略者“ハーディアン”（こちらも森木靖泰デザイン）の全面対決という構図が描かれている。
またキャラクター名や用語・ストーリーの端々などにクトゥルフ神話をも含む世界各地の様々な神話を取り込んでおり、監督の佐藤英一によれば「『キスダム -ENGAGE planet-』という作品自体も神話であり、クトゥルフ神話のように様々な者の手によって創造され続けるもの」であるという。この他、台詞に洋画の吹き替えなどに見られる独特の台詞回しを意識したものを採用したり、編集作業では通常のアニメ作品と異なり実写作品の間合いを取り入れて編集するなど他作品との差別化が図られた。
放送開始前は河森正治デザインの変形ロボットを宣伝材料に多く使っていたことで、「河森メカによるロボットアニメ」という印象を視聴者に持たせていたが、これは当初主要登場人物の一人であるヴァルダの存在を隠していたことと同様にミスリードを狙っていたものであり、実際には前述した通り超人戦闘がメインとなっているアニメである。また、ストーリー展開が読めないことも本作の特徴であるが、これは監督の佐藤によると1960年代や1970年代の日本映画などのように制作側が視聴者に預けるような作りをしたためであるという。このように本作は超人戦闘物であることも含めて、2000年代の深夜アニメとしては珍しい題材のアニメーションとなっている。なお、総監督の長岡康史は、放送開始前のインタビューにて「自分が関わってきた全ての作品の要素が詰まっている」と語っていた。

### 企画段階
本作は当初、日本国外のあるベストセラーSF小説を『マクロス ゼロ』のスタッフでアニメ化すべく企画された。長岡はSFアニメ『星界の紋章』『星界の戦旗』の監督を担当した経験を買われてアニメ制作会社サテライトより監督の依頼を受け、制作を進めていたが、日本受けさせるために内容の大胆なアレンジを行なったという。すると原作者からの許可が下りなかったため、アニメ化の企画自体が流れてしまう。しかし、アレンジの段階で出てきた様々なアイデアを組み直すことで、オリジナル作品として再スタートを切ることとなった。そのため、当初原作となっていたSF小説の要素は全くなくなったが、組み上がったものは2006年3月に開催された東京国際アニメフェア2006にてサテライトオリジナル作品第6弾の『無限機甲ネクロダイバー』として発表された。このような経緯から、長岡は原作者としてもクレジットされることとなる。
当初発表されたスタッフについては#スタッフを参照。

### 『キスダム』制作開始から放送終了まで
その後、2006年12月に『キスダム -ENGAGE planet-』とタイトルを変更して、アニメ雑誌などで再発表された。主要なスタッフは長岡康史が選出して大枠部分を作り上げていたが、体制に無理が生じ放送に間に合わなくなる恐れが出たため原作・監督・シリーズ構成を兼ねていた長岡が総監督・シリーズ構成へ、監督を佐藤英一、副監督を神戸洋行がそれぞれ務める形となったことが、放送開始間近の2007年3月頭に発表された。またこの際に、原作の表記が「長岡康史、サテライト」から「サテライト、ワールドビジネスエンタープライズ」へと変更されている。
佐藤は長岡から「細かい設定は気にせずに、視聴者が楽しめる絵作りをして欲しい」との言葉を受けて実制作を担当していくこととなるが、その際引き継ぎと呼べるものはなかったという。そこで、長岡の残した絵コンテなどを再構築して制作を進めていったが、これによって当初長岡が目指していた作品とは若干違うものになった。このことについて、佐藤はインタビューで「長岡さんが変身ヒーロー物をやりたいのは何となく感じたが、長岡さんしか作ることが出来ないものを僕は制作できない。そこで、決められた時間内でフィルムをまとめるにはどうするか、“僕の”変身ヒーローものをやることによってキスダムをまとめようと思った」という趣旨の発言をしている。また副監督の神戸は、サブキャラクターや小物のデザインを担当した他、絵コンテ以降のビジュアル面を佐藤より任され、演出の総括を行なっていた。なお長岡は、この変更に伴って制作を外れたわけではなく、シナリオの調整や音響立会いにも参加しており、佐藤とも意見を交わすなどして『キスダム』の制作には最後まで関与していたという。このように、他作品における通常の「総監督・監督・副監督」という関係性ではなく、全く違う形で制作が進行していった。
制作体制の変更の結果、9月に2クールの放送が終了した。しかし、第4話に想定外の総集編が挿入されたり、オープニング映像の完成が第17話になるなどの点で、制作状況の逼迫の影響は散見された。だが逆に制作スタッフからは「制作状況が厳しく追い込まれているライブ感のある現場であったため、このような他に類を見ない魅力的な作品が完成したのでは」という主旨の発言もあり、さらに「自分のやりたいことが出来る現場」でもあったという。なお、大まかなシナリオは放送前にほぼ完成していたため、第1話から最終話までストーリーがぶれることなく、伏線も交えつつ話が進行した。
2007年7月よりDVDが発売される予定だったが、諸般の事情により現在もDVDに関しては発売延期のままである。しかし2011年に『キスダムR』のBD-BOXが発売された。詳細は#映像ソフトを参照。

### キスダムR -ENGAGE planet-
上記の通り『キスダム』では制作上の不具合が散見されたことから、作画のリテイクや新作カットの追加を施したり、元の第4話をカットし、最終話の次に後日談にあたる新作話を追加するなどした『キスダムR -ENGAGE planet-』が、地上波から1年遅れで2008年4月27日よりAT-X・同年5月9日よりBS11で放送された、5月16日よりバンダイチャンネルやYahoo!動画他で無料配信。したがって、『キスダムR』はいわゆる続編ではない。新作話の制作には総監督の長岡は既に絡んでおらず、佐藤が中心となって制作されている。また、オープニングとアイキャッチに表示されるタイトルロゴは『キスダム』当時と同様であったが、『キスダムR』の宣伝などには新たに制作されたタイトルロゴが使用された。なお、BS11での初回放送時には各話放送後に『キスダムRへの道』と題して、約1分間のスタッフや出演声優のインタビューが放送された。このインタビューは、当時の制作状況をスタッフ自ら面白おかしく語ったり、作品の細かい設定が明かされるなど非常に濃い内容であった。
『キスダムR』は2011年4月9日よりBS11で再放送されたが、『キスダムRへの道』は放送されず、代わりにBD-BOX（詳細は後述）の情報などを伝えるコーナー『キスダムR INFORMATION』が第1話から第18話まで放送された。また再放送中に、公式サイトでは『キスダムR BD化への道』と題して、監督の佐藤がBD-BOX化に向けて作業を進める様子を映した映像にドキュメンタリー番組風のナレーションを付けて無料配信を行った。BD-BOXには『キスダムR BD化への道』の完全版が収録され、ナレーション担当者が特殊効果やエンディングイラストなどで本作に参加していた天神英貴であることが明かされている。なおこの再放送では、2011年3月11日に発生した東日本大震災の影響で第1話および第2話の豪華客船セイレーン2世沈没シーンに修正が加えられ、特に第1話ではタイトルコール前のイントロダクションをほぼカットし、代わりにOPを挿入して放送した。
BD-BOX予約締切前日の2011年8月7日、ニコニコ動画のライブストリーミングサービスニコニコ生放送での全話一挙配信「ニコニコアニメスペシャル」で、『キスダムR』が配信された。バンダイビジュアル製作作品のニコニコ動画一挙配信はこれが初めてである。

## 映像ソフト

### DVD
DVDは2007年7月27日発売予定と発表されたが、同年6月4日に延期を決定して以降、現在も無期延期となっている。なおレンタルDVDも現在までリリースされていない。
告知当初の予定は、全9巻リリースで第1巻は2話・第2巻以降各3話（全26話）収録。価格は5250円（税込）。新作カットが加えられたディレクターズバージョン。初回封入特典のみEDイラストカード（8枚組）が付属、全巻封入特典はライナーノーツ。

### Blu-ray

#### 2011年以前
本作は2007年に『キスダム』がテレビ放送されてから、映像ソフトやレンタルDVDが出ない幻のアニメとなっていた。そのため、2008年に『キスダムR』が放送されるまでは当時のテレビ放送以外では観ることが出来ず、『キスダムR』放送後もバンダイビジュアルの動画配信サイトバンダイチャンネルでの有料視聴しか出来ない状況にあった。

#### BD化発表
2011年2月28日にBS11での『キスダムR』再放送がアナウンスされ、それと同時にブルーレイ化への動きが発表された。翌3月1日には、新宿ロフトプラスワンにて開催されたイベント『どろひよおもちゃ箱 〜大好きなアニメ語っちゃうんだからね!!〜』に出演したバンダイビジュアル広報の廣岡祐次から『キスダムR』のBD-BOX一般販売（受注生産ではない）などが発表され、アニメ コンテンツ エキスポなどの様々なイベントにてPVなどで宣伝することも後日リリースされた。しかし、3月11日に発生した東日本大震災の影響でイベントが軒並み中止となり、予定していた宣伝が十分に出来ないまま再放送が開始することとなる。その後、BS11での『キスダムR』第1話放送後に挿入された『キスダムR INFORMATION』にて、『true tears』や『ゼーガペイン』のBD-BOXと同様に予約数・入金数2000個以上で生産が決定する完全受注生産方式でのBD-BOX化と、発売日が2011年9月26日であることが発表された。なお、販売方法の変更に関して、バンダイビジュアルからの正式な発表はない。

#### 予約開始後
予約受付は5月9日より開始され、6月6日に1次予約期間が終了した。この時点で予約2000個は突破していたが、パッケージ化を勘案して2次予約期間を設け、8月8日まで予約期間を延長した。そして7月16日に汐留スペースFSにて行なわれたイベント『キスダムR -ENGAGE planet- 裏返り決起集会』で、入金数が2000個を突破してBD-BOX生産が決定したと発表され、予定通り9月26日に購入者への発送をもって発売した（製品番号：BCXC-0037、レーベル：HONNEAMISE）。これによって『キスダム』は放送開始時から約4年半の時を超えて、ついに初パッケージ化が実現した。

#### 収録内容
BD-BOXには発売延期中のDVDに収録予定だった映像コンテンツ全てや、キャラクターデザインのすしお描き下ろしイラスト多数、音声の入った新作話の「人片 オモカゲ」、『キスダムR』ではカットされた『キスダム』第四節の総集編「炎幻 カギロヒ」、一次予約時の予約者を対象とした『キスダム』の収録話数アンケートによって選ばれた上位3話の第10・19・26話（『キスダムR』では第9・18・25話に相当）などが収録されている。詳細は公式サイトを参照。

## あらすじ
時にA.D.2031年。繁栄を続ける人類の前に、「ハーディアン」と呼ばれる未知の変異生物が確認された。それから20年。人類は、その言いし得ぬ脅威に対し結成された、国際防衛組織「N.I.D.F.」（Neo International Defence Force）の総司令、燻 京香を中心に持てる科学力を結集させ、戦闘機NES-1ヴァイパー&NES-2ドルフィンなどの開発をはじめ、人類の英知を結集させた数々の兵器を拡充し、来るべき“その時”に備えていた。
NES機パイロット候補生の哀羽シュウ達は、日々その目撃数が増す変異種の調査、そしてその出現に何らかの関係を持つという遺物「死者の書」の調査を進めていた。そして、科学主任・流姫那由乃の手によって死者の書は発見される。由乃が死者の書を持ち帰還する途中、ついにハーディアンが世界中に出現。東京を始めとした全世界の都市では人類による迎撃が為されていたが、ハーディアンの圧倒的な攻撃力を前に全く歯が立たない状態にあった。そんな中、由乃は自分を救うために傷付いた哀羽に伝承の遺物「死者の書」の力を与えてしまい、伝承者・哀羽シュウが誕生する。しかし人類を裏切った総司令の京香によって、科学主任の由乃は行方不明となってしまうのであった。
こうして由乃を探すため、かつての仲間達と関わりながら哀羽シュウの長く辛い戦いの旅が始まった。

## 登場人物

### 主要人物
主要人物であっても、「しもべ」や「裏返り」に関しては、それぞれ別節を設けた。
哀羽 シュウ（あいば シュウ）
声 - 小野大輔
本作の主人公。血液型はO型。燃え上がるような赤い髪が特徴的。好物はミートパイ。七生と同名なので、同僚達から「哀羽」と呼ばれている。
N.I.D.FのNESパイロット候補。体力、技能、判断力はトップクラスだが、ムラが多く冷静さに欠ける熱血漢。寝起きがかなり悪く配属当時は初日から遅刻したり、試作戦闘機を破損して入院するなど、慌しい毎日を送っていた。命令違反で何度も独房に入れられており、第1話でも1週間独房に入れられていたが、解放された直後に亜久里に蹴りをいれるほどピンピンしていた。
科学主任・流姫那由乃の恋人であり、由乃のこととなると見境がなくなってしまう。燻曰く、女（由乃）のためなら死ねる男。
「死者の書」を持って逃亡した由乃を「ハーディアン」から守ろうとして命を失うが、由乃が死者の書を哀羽に使ったことにより蘇生。同時に伝承者・ネクロダイバーとなり世界の運命を背負うことになる。
ネクロダイバー覚醒後は自分の力に葛藤、戸惑いながらも戦うが、仲間は皆死亡してしまう。仲間の死が哀羽に暗い影を落とし、人類を裏切った燻に強い憎悪を抱く。
なお以後フルネームでない限り哀羽と表記する。
ネクロダイバー覚醒後は“継承者”としての運命にさらに苦悩する。半年後、由乃の遺言を頼りにエジプトルクソールに到着。由乃の妹・乃亜と出会う。
玲との戦いで由乃が生きていると知り、ついに由乃と再会する。が、哀羽の記憶を失い七生が自分の恋人と思い込まされている由乃に拒まれ、七生と対立する。地下深くに落ちた由乃を助けるも、ハーディアンが出現し七生や由乃達を守るため、しもべたちと共に玉砕覚悟でハーディアンに攻撃。瞬間コーティング剤に包まれて死亡したと思われたが復活した。そして、由乃や人類滅亡を防ぐためにハーディアンに挑む。戦闘後、ネクロワールドという場所へ引き込まれ死者の書の真の目的を聞かされた。
また、第25話で愁と同化したらしく、余塵節（『キスダムR』追加最終話）では2人が同化したような姿で現われた。
流姫那 由乃（るきな ゆの）
声 - 水樹奈々
本作のヒロイン。N.I.D.Fの科学主任で自他共に認める哀羽の恋人。七生の好意には全く気付いていない。哀羽とは180度違う思考の持ち主だが、彼の優しさや試作戦闘機暴走事故での哀羽の負傷を機に交流が深まり、現在に至る。
容姿端麗で自然科学、文化人類学に通じ、特に生物学面と考古学面では主旨が深い。離れて暮らしている乃亜という妹がいる。N.I.D.Fでは、ハーディアンの兆候でのひとつである変異生物種発生現象や、「死者の書」と呼ばれているものを研究している。
発見した死者の書をもって逃亡中ハーディアンに襲われてしまう。助けに来た哀羽が死んでしまい、彼を助けるべく死者の書を使った。結果、哀羽を人類の「鍵」を握る伝承者ネクロダイバーにしてしまい苦悩する。「私にはやるべきことがある」と必死に生き残ろうとしたが、ハーディアンとの戦闘で死亡してしまう。
死亡したはずであったが、七生と行動を共にしており彼を「シュウ」と呼んでいる。死者の書の影響により復活したと思われるが、死亡（および復活）が確認されたわけではないため、裏返りであるかどうかも含めて詳細は不明。
世界の滅亡や哀羽が死亡したと思い込んだショックで記憶喪失となり、哀羽を含めN.I.D.Fに入って以降の記憶は全て忘れ去ってしまった。後にハーディアンによって受けた毒が全身にまわり、解毒のために七生と共に向かった地下施設で乃亜と再会する。ろくに会話できなかったもの、毒は乃亜の解毒剤によって回復した。しかし体の衰弱は収まらず竜宮城へ向かうも、玲の襲撃により海底に沈んでしまい行方不明となる。
流姫那 乃亜（るきな のあ）
声 - 遠藤綾
由乃の妹。由乃とは離れて暮らしている。姉思いの優しい性格で姉の幸せを誰よりも願っていた。姉同様コンピュータに強いが、ファッションには疎いようである。戦闘能力は低く、戦闘ではしばしばお荷物になる。
由乃の死後レジスタンスに加わる。その後、哀羽と出会い、哀羽・イエラと共に戦いの旅に出る。旅をしていくうちに哀羽に惹かれていき、姉の代わりとして彼の傍に居ることを願うようになる。
救助した一般市民の撮っていた写真から由乃の生存を知り、地下の巨大施設で再会する。しかし由乃は毒に侵されほとんど人事不省で会話もできず、入手した解毒剤で由乃を回復させる。その後、自分たちを逃がすため犠牲になった哀羽の元に月のペンダントを置き脱出する。脱出後、体制を整えるために竜宮城へ向かうも玲の襲撃に遭い、哀羽の宿敵・燻に救われる。燻によってこの世界の真実を聞かされ、人類滅亡を防いだ後は科学者として活躍している。
イエラ 巴門（イエラ はもん）声 - 渡辺明乃
元N.I.D.F.訓練生。家族をハーディアンに殺されている。背中の傷は、その時のハーディアンに付けられた。以後ハーディアン全てを敵と定めレジスタンスとして活動。男勝りで、彼女のファッションセンスは様々な意味で間違っており、その実験台がヴァルダになってしまった。ヴァルダとも折り合いが悪かったようだが、彼女が死亡した時には泣いていた。
ハーディアンが自分たちの村に迫り、逃げようとする村人に対し、残って村を守ると決意。N.I.D.F.の基地にNES戦闘機があるという可能性に懸け仲間と共に基地に向かうが、彼女と乃亜・哀羽以外の仲間は全滅してしまう。さらに村で「希望の花」と名づけていた花の正体がハーディアンであり、辛くも村に戻ったイエラが見たものは彼女を慕っていた少女・ライラ（声 - 門脇舞以）もろとも全滅した村であった。そしてハーディアンを倒すため哀羽・乃亜と共に戦いの旅に身を投じる事となる。
ヴァルダ達と話している哀羽を奇異な目で見ていた。当初は哀羽とは折り合いが悪く、何かと反発していた。
その後、ヴァルダ達の姿が見えるようになり、珍しがっていた。燻を捜す哀羽と意見が食い違い別行動を取り、残った街を守るためにハーディアンの巣に向う。そこで由乃を救助したが乃亜の姉だとは判らなかった。
乃亜同様、哀羽の夢の中ではN.I.D.Fの厨房役を一任されていた。
何度も周りの人々を守ろうと一人窮地に立つが、常に生還している。

### 裏返り
後に「裏返った」キャラクターについて記載する。裏返りの詳細は後述の用語の項を参照。
七生 愁（ななお しゅう）
声 - 中村悠一
本作のもう一人の主人公で、N.I.D.Fのパイロット候補。血液型はAB型。冷静沈着な優等生だが芯は熱い。争いを避けるため、対立する前に一歩引く優しさを持つ。悪く言えば、全部自分の中に抱え込んでしまうタイプ。哀羽と同名のため、同僚達は彼を「七生」と呼んで区別している。哀羽と由乃の関係は知っているが、由乃に好意を抱いている。哀羽とは良き理解者であるものの由乃への独占心、同僚としての友情といった複雑な感情を持つ。
第3話ではネクロダイバーとして自分の力に戸惑う哀羽を叱咤し、奮い立たせた。しかしその後ハーディアンに襲われ、ハーディアンに丸飲みにされてしまう。
死者の書の光を浴びていた影響により、自分を喰ったハーディアンの能力を得て復活。由乃と共に行動する。第12話でハーディアンの巣に向かった乃亜を間一髪で助け、その後第13話にて哀羽とも再会、ハーディアン相手に共闘した。哀羽の記憶を失い不安定になった由乃を守るため、恋人「シュウ」の振りをしており、由乃を名前で呼んでいるものの、敬語は相変わらず。その直後ハーディアンの毒を受けてしまった由乃の解毒剤を入手するため、決死の覚悟でハーディアンの攻撃をくぐり抜け、バイオ関連施設へ向かう。そこで乃亜や哀羽と再会するが、由乃の記憶が戻るのを懼れ哀羽と敵対する。しかし、哀羽との激しい戦闘の最中ハーディアンが出現、ハーディアンを倒すため犠牲となった哀羽から由乃を任される。その後衰弱した由乃を救うため竜宮城へ向かう途中、玲の襲撃に遭い由乃と離れ離れになる。何もできないままハーディアンの襲撃を受けていたところで哀羽と再会し、約束を守れなかったことを謝罪した上で由乃のことを託し、玲の攻撃から哀羽をかばう形で海の中で消え去った。
しかし、肉体は失ったものの精神は残り、樹の体を借りて玲やベルゼブに向かっていく。
竜宮城へ向かう際にイエラから「あんたは人間だった」と言われた。これは、裏返りになっても人としての心を失っていなかった七生に対する思いだと予想される。
また、第25話で哀羽と同化したらしく、余塵節では2人が同化したような姿で現われている。
猪尾 亜久里（いお あぐり）
声 - 川田紳司
N.I.D.F.のパイロット候補。血液型はA型。
哀羽に劣らない問題児。良く言えば素直、悪く言えば口の悪さが災いして周囲とトラブルが絶えず、哀羽との喧嘩は日常茶飯事だった。しかし哀羽とは喧嘩するほど仲がいいといった関係で、気も合っていたようだ。一方的に哀羽をライバル視していたが、身体能力やコクピットアーマーの技術は敵わなかった。
性格は女好きで奔放。燻の裸を見た逸話もある。パイロットになった理由はモテたかったから。生への渇望も虚しく、哀羽達の中では最初に食い殺されてしまうが…。
死者の書の断片の力と強力な意思によって、自分を喰ったハーディアンの能力を得て復活。海辺の町サルファハーンにて哀羽と再会する。その力で死者の書を奪い自らが伝承者になろうと哀羽と激戦するが敗北。和解するような発言を残して息を引き取った。
出門 狼騎（でもん ろき）
声 - 乃村健次
N.I.D.Fのパイロット候補生。血液型はO型。燻も認めるリーダー格。財閥の御曹司。以前、世界のトップ企業が集まるパーティに行く予定だったが彼は行かず、空港で狼騎が来るのを待っていた家族はそのためにテロに遭い、亡くなってしまう。この事件以来、約束を守ることに固執するようになった。
配属当時は厳格な態度を取っていたが、徐々にリーダー心を見せて行く。忠誠心が強く質実剛健、規律と命令には厳しい頑固者。しかし、人情家でもあり燻や隊での信頼は厚い。生への渇望も虚しく、ハーディアンとの戦闘で死亡する。候補生内では最優秀で、燻の言動からすると、彼が伝承者になるはずだった。
後に、死者の書の影響により復活した。復活後は崩壊した世界の中で「ネクロダイバー」を名乗り、レジスタンスの仲間達と救助活動を続けていたが、共に行動していた仲間の大半を失ってしまう。これにより仲間の信頼を失うも積極的にハーディアンを攻撃しようするが、仲間を守りきれず、生き残りの仲間に責められて逆上し暴走。自らの手で生き残りまで虐殺してしまった。その後、哀羽と再会。忌わしいハーディアンの力を持ち、暴走する危険もある裏返りから生まれ変わるために伝承者になろうと死者の書の力を求め、哀羽と戦闘を繰り広げる。その力で哀羽を圧倒するが、哀羽に自らの矛盾を突かれ動揺。敗北する。最後は己の罪を認め、本物の“救世主”を哀羽だと信じこの世界の未来を託して自害した。
桐井 冬音（きりい とおん）
声 - 井上麻里奈
N.I.D.Fのパイロット候補で最年少。血液型はAB型。童顔で少女のような容姿をしており、狼騎が女と間違えるほど。しかし満更でもない様子。“鈴音”という妹がいたが亡くなっている。狼騎との会話によると、パイロット候補達の付き合いは4年であるらしい。誰に対しても親しみをもって接する性格。悪戯好きでもあり第14話ではその悪戯が本領発揮されていた。酒癖が悪く酔うと普段では考えられない行動に出る。
誰からも可愛がれ守られてきたため、自分も誰かを守りたいという気持ちが人一倍強い。ハーディアンとの戦闘で死亡かと思われたが…。
後に死者の書の影響により復活。雪原の中で倒れた自分を介抱した人々が自分が意識を失っている間に虐殺されたことにショックを受けており、そのせいで意識を無くした時に人間を虐殺することを恐れていた。その時に唯一生き残った記憶を失った少女と出会い、冬音は自分の妹の名前であった“鈴音”という名前を与える。虐殺の実際の犯人が冬音か鈴音か、冬音はどう認識していたのか、劇中の描写でははっきりしない。
その後ハーディアンに取り込まれた鈴音を守るため、再会した哀羽と敵対。最終的にはわざと攻撃を受け、鈴音を道連れに海中深く沈み死亡した。魂は鈴音と共に幸せそうな表情で消滅した。
まゆら / 鈴音（りんね）
声 - 戸松遥
雪原の中で倒れた冬音を介抱した少女。オープニングや1話で避難する一般人の中に一瞬登場していた。記憶喪失となり冬音に助けられ、鈴音という名を与えられた。以後冬音を慕う。キャストの表記によると本名はまゆら。ごく普通の少女かと思われたが、1話で死者の書が発動した際にその光を浴びていたらしく裏返りであった。立ち寄った村を破壊し冬音の元から去る。その後哀羽達に拾われサラディン号に乗船するが、さらわれてハーディアンのブレインとなり、冬音に道連れにされ死亡。その魂は冬音と共に幸せそうに消滅していった。

### しもべ
ヴァルダ
声 - 明坂聡美
「死者の書のしもべ」であり、伝承者を導く存在。死者の書が使われた哀羽の前に、ネクロダイバーとして覚醒させるために現れた。耳の位置から羽が生えた人間型をしている。情報収集担当で、活動しているハーディアンを感知したり、ネクロダイバーが発射する弾丸を誘導、コンピュータにハッキングする能力などがある。その姿は当初、伝承者にしか見えなかった。物語の重要人物の一人。性格は合理的で、融通が利かないほど生真面目。自覚は無いが、よく仲間に（特に哀羽）皮肉のような言動を浴びせているが仲間からはそれなりに大事にされている。口癖は「失格」。
亜久里との激戦の末、実体化してしまい不可視能力と浮遊能力を失い戦闘力を半減されてしまった。不可視能力を失ったことによりイエラ達にも姿が見えるようになった。ハッキングした際に得た知識はあるが、人間の感情を理解しておらず、しばしば乃亜や哀羽と口論になる。しかし旅する中、徐々に感情が芽生え、哀羽に対しては好意を寄せるまでに至った。実体化しても呼吸はするが、体温維持や食事は不要らしい。哀羽の夢の中では人間になっていて、哀羽のファンになっており、口癖の「失格」で亜久里を撃沈させた。
七生との戦闘の最中、しもべとして主である哀羽と共にハーディアンに攻撃し瞬間コーティング剤に包まれて死亡したと思われたが復活した。しかし、哀羽に力を貸すために自分の命を犠牲にして力を与えた。
哀羽と永遠の別れとなる最後、彼に想いを馳せながらも、笑顔と共に涙を流していた。
その成長ぶりや、感情が芽生えたことから本作のヒロインと視聴者から親しまれており、キャラクター人気投票では1位となった。また、多くの宣伝素材が、哀羽とヴァルダのツーショットになっている。
ヴァイレ
声 - 井口裕香
「アヴホースの骨のしもべ」の1人の破壊神。ヴァルダと似た姿で、同様に哀羽にしか見えない。攻撃が担当でネクロダイバーが発射する弾丸を威力強化したり、守護神ヴァラールで使用したバリア状のものを先鋭的にし、敵を貫いたりできる。
発動の掛け声は「貫けヴァイレ」。他にも、「ヴァイレ爆裂」（爆破）、「ヴァイレ凍結」（凍結粉砕）、「ヴァイレ電撃」、「ヴァイレ激震」など数パターンある。
ヴァルダは実体化に陥ってしまったがこちらは不可視能力のみ失った。イエラ曰く「ツッコミ担当」。ヴァイレはその意味をわかっていない。玲との激戦の中、主である哀羽に助けられ感情が芽生えつつある。ヴァルダ同様、夢の中では人間になっておりなぜか哀羽のファンになっていた。哀羽が仲間だと言ってくれたことが嬉しかったようで、最後は主である哀羽に力を貸し瞬間コーティング剤に包まれて死亡したと思われたが復活した。しかし、哀羽に力を貸すためにゲルドの鏡によって実体化し自分の命を犠牲にして力を与えた。最後は人間に近い感情が芽生えた。
ヴァラール
声 - 渡辺明乃
「アヴホースの骨のしもべ」の1人の守護神。ヴァルダと似た姿で、同様に哀羽にしか見えない。防御が担当。バリア状のもので敵の攻撃を撥ね返す。
発動の掛け声は「受けろヴァラール」。
ヴァイレ同様、不可視能力の損失により戦闘力が半減してしまった。イエラ曰く「ボケ担当」。ヴァイレ同様その意味を理解していない。ヴァイレ同様、回が進むにつれ出番が極端に減少した。主である哀羽に助けられ感情が芽生えつつある。ヴァルダ達と同様、夢の中では人間になっており、なぜか哀羽のファンになっていた。
哀羽が仲間だと言ってくれたことが嬉しかったようで、最後は主である哀羽に力を貸し、瞬間コーティング剤に包まれて死亡したと思われたが復活した。しかし、哀羽に力を貸すためにゲルドの鏡によって実体化し自分の命を犠牲にして力を与えた。ヴァルダ達同様最後は人間に近い感情が芽生えた。
ヴァリレイ
声 - 柚木涼香
第24話から登場。由乃のオリジナルであるゼンのしもべ。玲と非常に似ており、髪型と服装以外はほぼ同じ姿をしている。ネクロワールドで哀羽に対して語りかける口調で話をしたり、激情すると声が「裏返り」話自体が噛合わず、自問自答する。口癖は「絶望」。

### N.I.D.Fの関係者
沙々羅 樹（ささら いつき）
声 - 甲斐田裕子
N.I.D.Fのパイロット候補生の紅一点。血液型はB型。コクピットアーマーの操縦に長けており、自分の手足のように繊細かつ正確に動かす。変わり者が多いN.I.D.Fの中でも比較的良識人。姉御肌であり対人関係も良好。かつては父親と同じ医者を目指していたが、現在では父親との関係は良好ではない。ハーディアンとの戦闘で死亡したと思われたが…。
第14話の終盤で生存が判明。かつて事故で瀕死になった時、父親によって世界で2例目の完全自律制御型サイボーグとなっていたので生き延びた。N.I.D.Fに入隊したのも、機械となった自分自身に生きる希望を無くし、死に場所を求めてだった。
自分をサイボーグ化した父親を憎んでいたが、本心では違っていた。玲の策略により父親を人質にアフラーシステム機密データの強奪を命じられ、ハーディアンと共に兵器工場を襲撃する。だが樹の真意は、機械の体という束縛から逃れるため、哀羽に自分を殺してもらうことにあった。しかし哀羽との戦闘の最中「冬音や狼騎も皆生きたかったんだ!」という一言で自分の過ちに気付き、搭乗していたコクピットアーマーごとハーディアンに体当たりし墜落する。
七生に助け出され、搬送先の病院で父親の臓器提供を受けたことを知り、和解できず永遠の別れとなった父を想い号泣する。
その後は七生と行動を共にする。由乃が記憶喪失だと知り戸惑うも、偽りよりも真実を伝えたほうが良いと判断し、七生が由乃に真実を告げないのであれば自身が由乃に話すつもりでいた。しかし哀羽には由乃の居場所を教えることしかできなかった。その後、哀羽を追いイエラ達と共闘し巨大施設を脱出する。
燻 京香（いぶり きょうか）
声 - 弓場沙織
N.I.D.Fの創設者であり現総司令官。事実上1人でN.I.D.Fを立ち上げてきた。A.D2031年に遭難した豪華客船セイレーンII世号のただ1人の生き残り。
20年前のこの事件がきっかけで発見された、謎の文字が刻まれた巨大な石柱、ハーディアンの存在、何れ訪れる人類存続を掛けた戦いが記された石版を知る数少ない人物でもある。
人類滅亡は不可避と考えており、ハーディアン側に付く。しかしその言動からすると、多くの犠牲を出すことを覚悟の上あくまでも人類を一部だけであれ、生き延びさせ人類滅亡を阻止するための苦渋の選択だったようだ。同時に人類の再生を果たそうと考えていた節があり、人類の側に立つ存在ではないかと思われる。
NES隊を創設した真の理由はネクロダイバーの候補者を選別するのが目的であり、適性が最も高いと判断した狼騎をネクロダイバーにして自らの手駒とするつもりだったようだ。現在では哀羽達、元NESパイロット候補には「人類を裏切った」と憎まれている。
死者の書の影響で妊娠し、玲を産んだ母親でもある。ハーディアンに襲われない理由は不明だが、玲がハーディアンを操れるため玲が守護している可能性がある。
真崎 蒼馬（まさき そうま）
声 - 小西克幸
常に影の如く燻の傍にいるボディーガード。己の感情を全く出さず、その真意は不明。サングラスで顔が隠されているが、オープニングでは素顔で登場していた。
謎の多いキャラクターの1人で、判明しているのは燻のために行動していることのみ。
樹がサイボーグとなる時に前例として軍事用サイボーグ手術を行ったと沙々羅教授が語っている際に真崎のデータが映っており、彼が人類初のサイボーグであることが明かされている。2021年6月21日生まれのA型。
日本刀の扱いに長けている。
玲（れい）
声 - 柚木涼香
燻の秘書。マイペースな性格で、N.I.D.F.がハーディアンに襲われている時に、呑気に独りだけ水着で海にいたほど。単独行動を許され、N.I.D.Fのどこにでも入れるという権限と特技まで持っている。
難しい言葉を覚えるのが苦手で、由乃に指摘されていた。誰に対してもタメ口。生き残った哀羽達の前に、さまざまなコスチュームで現れ、いわゆる狂言回しの役回りも担っている。
N.I.D.F.壊滅後は独自行動をとり、哀羽達を監視している。第5話では哀羽たちにNES-2ドルフィンを用意するなど、鑑賞者として戦いが楽しめるようなお膳立てもしている。その存在や行動は謎が多い。
実はヴァルダたち「しもべ」と同様の存在であり、死者の書が燻に産ませた子供である。そのため、燻を「お母さん」と慕うようになる。実質的に燻のしもべ。そのためかヴァルダ達の存在自体を無力化できる力や、ベルゼブやハーディアンに命令できる能力を持つ。その能力を活かし哀羽と激戦するが、人工衛星破片の落下に巻き込まれ、重傷を負ったまま医務室に搬送された。その後人間離れした身体能力のおかげかすぐに動けるようになり、竜宮城殲滅に出撃。戦闘の中ハーディアン化し、七生やサラディン号に刃を向ける。
ヴァルダ達と同質の存在として“4人目”と称されるが、なぜかネクロダイバーのしもべとしては働かない。

### その他
ガルナザル
声 - 中井和哉
潜水艦サラディン号の艦長。第11話で哀羽達と共闘して異常気象を引き起こしていたハーディアンを倒したのち、サラディン号の修理のために「竜宮城」へ向かい哀羽達と別れた。第21話にて再登場し、竜宮城を襲撃してきたハーディアン迎撃の指揮を執ることとなる。その際、ソナーで玲の声を聞き分け魚雷を命中させるなど、戦闘指揮官として一流の腕を見せた。また部下にもコーンヘッドを思わせる副官（声 - 羽多野渉）など優秀な者が多く、クルー全員から慕われている存在である。
田中（たなか）
声 - 日野聡
ガルスインダストリーのレジスタンスリーダー。アフラーシステムおよびアフラーガンの研究・開発をしている科学者で、帽子と眼鏡が特徴。
哀羽達に自分達の研究施設に留まるよう頼み、乃亜を「流姫那先生」と呼称していた。イエラには好意を抱いていたようで、何かと彼女の力になろうとしていた。
アメリカから受信したアフラーシステムのデータを持ち帰るために潜水艦で「竜宮城」へ向かっていたが、ハーディアンに襲撃される。脱出させた市民を守るために潜水艦に残り、ハーディアンに体当たりし死亡する。
沙々羅教授
声 - 古澤徹
職業は医者。樹の父親であるが、過去の事件が原因で樹に憎まれていた。玲によって人質にされてしまう。病気で余命が短いことを悟っており、臓器を樹に移植し息絶える。
神籠 眞奈（こうが まな）
声 - 明坂聡美
最終決戦後に乃亜やイエラが出会った少女で、ヴァルダに良く似た外見をしている。
余塵節ではネクロワールドへの入り口を探す上での重要な役割を担っている。
神籠博士（こうがはかせ）
声 - 斧アツシ
NUN極東支部に所属する科学者。実子ではない眞奈を引き取り、保護者となっている。

## 兵器（メカニック）
NES-1ヴァイパー
N.I.D.F.が開発したステルス戦闘攻撃機。
基本性能
コックピットアーマーとして分離することが可能。
垂直離着陸（通常装備時）が可能だが、フル装備時は短距離だが滑走（路）が必要。
武装
20mmガトリング砲（コックピットアーマー標準装備）
マイクロミサイルランチャー（コックピットアーマー標準装備）
空対空ミサイル2発×2（UAV標準装備）
対空ミサイル8 - 12発、もしくは近距離用マイクロミサイル200発、各種爆弾（オプション装備）
両腕を使用しての銃火器各種（オプション装備）
カラーリング
白と灰色を基調とした基本カラーや、オレンジを基調とした訓練用カラーなどがある。
NES-2ドルフィン
N.I.D.F.が開発した陸海空両用多用途攻撃機。
基本性能
コックピットアーマーとして分離することが可能。
3基のダクテッドファンの配置と駆動方式を変えて、飛行モード・潜水モード・エアクッションクラフトモードの3形態に変形する。
武装
旋回式二連装レーザーガンユニット（コックピットアーマー標準装備）
両腕を使用しての銃火器各種（オプション装備）
カラーリング
青を基調とした基本カラーや、玲専用機カラーなどがある。
NES-2ドルフィン改
NES-2ドルフィンをベースに、ガルスインダストリーにて開発・製造された機体。カラーリングが海洋迷彩色に変更されている。
基本性能
NES-2ドルフィンと同等、もしくはそれ以上。
武装
既存の武装に加え、新たにアフラーユニットが装備された。
NESコクピットアーマー
NESシリーズの根幹を成す有人ロボット兵器。
基本性能
精密なマニピュレーター・車輪内蔵の脚・可動式噴射ノズルを装備し、あらゆる状況に多様に応じた行動を取れる。
武装
20mmガトリング砲（ヴァイパー仕様）
マイクロミサイルランチャー（ヴァイパー仕様）
旋回式二連装レーザーガンユニット（ドルフィン仕様）
両腕を使用しての銃火器各種（共通/オプション装備）
動力源
燃料電池とバッテリーのハイブリッドで、NES-1・2にドッキングすると再充電できる。
稼働時間は状況にもよるが、十数分 - 数時間。
UAV (Unmannd Aerial Vehicle)
NESシリーズからコックピットアーマーが離脱し、無人で行動する機体。無人空中飛翔体とも呼ばれる。理念としては分離したコックピットアーマーを空中から支援する役割を与えられているが、劇中ではハーディアンの力が強大過ぎるために役に立たずほとんど特攻に使われた。
武装
空対空ミサイル2発×2
邀撃潜水艇サラディン (Saradin) 号
ガルナザルを艦長とする、かなり大型の邀撃潜水艇。だが、初登場時には損傷により潜水能力が失われていた。名前の由来は十字軍と戦った英雄サラーフッディーンから。
アフラーガン/アフラーユニット
アフラーシステムの技術を応用した、人類側反撃の切り札的兵器。
音波を発射してハーディアンを無力化するが、死亡には至らない。携帯タイプがアフラーガンで、固定もしくは車輌などで移動させるのがアフラーユニット。
ガルスインダストリーの技術力により、新たにNES-2ドルフィンにもアフラーユニットが装備された。
玲にとっては邪魔な存在。
アフラーマイン（対ハーディアン用音波機雷）
通常機雷と同じように爆発深度を設定し、海上の軍艦より水中へ投下する。その深さに達すると、爆発の代わりにアフラーシステムを応用した音波を発生させ、ハーディアンにダメージを与える。
アフラーミサイル
アフラーシステムをの技術を応用したミサイル。
今のところNES-1ヴァイパーなど、艦載機に装備されているタイプのみで、攻撃目標に到達すると、音波を発生させてハーディアンにダメージを与える。
電磁ネット
アフラーシステムの技術を応用したと思われる、ハーディアンを拘束・捕獲する兵器。
アフラーガンより発射して、ハーディアンをレーザーの結界のような物に閉じ込め、足止めできる。

## 用語

### 基本的な用語
裏返り（転生）
哀羽を蘇らせるために由乃が死者の書を使った際、周辺一帯に放出された死者の書の力を浴びた者の強烈な意志が、自分を喰ったハーディアンの能力を得て復活すること。
理性や思考の一部が元のハーディアンの影響下にある場合があり、自制が利かなくなって暴走することがある。ネクロダイバーと違い、人間としての強い意志を維持できていない。
ネクロダイバー（伝承者）
「死者の書」とそれにまつわる真実が語られ、人間とハーディアンの戦いはあらかじめ人類に課せられた運命だった。この戦いでの敗戦は人類の全滅を意味する。その戦いにおいて、死者の書の伝承者が人類から一人選ばれる。その者をネクロダイバーと呼ぶ。
この伝承には「この星の人間が進化を遂げた時、一人の代表者を選び『死者の書』の伝承者とする…」と記されている。
身体に他の武器を取り込み、融合して自らの意思で使用できると共に、弾痕が数秒から数時間で治癒していくなど、脅威的な再生能力もある。
しもべと使い
伝承者の哀羽から見れば、ヴァルダ、ヴァイレ、ヴァラールの3名ともしもべであるが、ヴァルダは「死者の書のしもべ」、他の2名は「アブホースの骨のしもべ」である。情報収集、攻撃、防御の役割を受け持っている。
非常に合理的な性格をしており、人間の感情は理解していない。
玲も他の3人のしもべと同等の存在であり、さらに玲に近づくと他のしもべの能力が減少したり、攻撃できなくなるといった特殊な能力も持つ。
教育係のような存在でもある。
関係者やファンにはしばしば「妖精さん」と呼ばれる。

### ハーディアン
BD-BOX付属ブックレットに各ハーディアンについての詳細な記述が無いため、グラウコス以外の正式名称は不明。
ハーディアン
人類の最大の敵であり、冥界（ハーデス）の使者に擬えられる、異生物の総称。
生命体のようだが、正体・目的は一切不明の謎の存在。だが、死者の書に引き寄せられているのは確か。太陽や光に弱いので、夜に主に活動する。
ベルゼブと呼ばれる変異体の大群の中から出現。身体の一部に女性の顔または上半身そっくりな部分を持つ。なぜか目は縫われたように閉じているが、たまに開眼する。中には異常気象を起こす能力のあるものもあり、気候の変化が相次いでいる。また自身の望んでいる世界や平和を相手に夢や幻として幻覚症状を見せる波動も出すものもいる。
記憶の断片をよみがえらせた由乃によると、死者の書を巡る戦いに敗れた側はハーディアンにされ、別の惑星の死者の書を巡る戦いに送り込まれるらしい。
異常気象をもたらすハーディアン
かなり巨大で、飛行・潜水できる。何らかの原因（ブレインの欠如）で、自らをコントロールできなくなり、サカノーチを中心に異常気象をもたらした。高速回転体を射出したり、触手を伸ばして攻撃する。
ブレインとなる鈴音を捜し求めていたようで、最終的にはそれを取り込み融合。邀撃潜水艇サラディン号や哀羽と戦闘になる。
最後は、鈴音を救おうと戦った冬音と共に、哀羽にブレインである鈴音を貫かれて消滅。
オルミダ
地（砂）中で活動している。
甲高い音を発し、ソナーの原理で物の存在や動きを感知するのでベルゼブを必要としない。
いくつもの触手を持ち、その先端が4つに裂けると、両腕が鎌状で女性の立像のようなものが現れ攻撃して来る。本体も、普段は覆い隠されているが、巨大な女性立像で、両腕が無く、肩口の辺りに付いている小さな羽根状の器官を細かく振動させてソナーの音を発生させている。
顔の無いハーディアン
人類より少し大きいぐらいの小型のハーディアン。ヴァルダによると人間の食用になる。二足歩行や、四足で飛び跳ねたりする。今までのハーディアンのように、目を瞑った女性の顔がない。
これは言わば、働きアリのような存在で、夜になると人間を狩猟して持ち帰り、洞窟内に潜む本体の餌とする。捕えられた人間は、クモの糸のような物質で自由を奪われ、生かされたまま、少しずつ栄養分を吸い取られる。
希望の花
美しい花の姿をしているが、その正体は新種のハーディアン。イエラの村に咲き、村人達がそう名付けた。
一際大きな花が開花すると、中から女性の立像が現れる。また希望の花と呼ばれる花からは、白濁した溶解液のようなものを噴射する。
ヴァルダにとっても未知の種なので、開花するまでは植物と見分けが付かない。正式名称は不明。
哀羽とイエラ、乃亜、それに村人有志で近隣の元国防軍キャンプへNESを探しに行っている間に村を襲撃し全滅に至らしめた。
同時に哀羽達も襲われる。実態は、地下で根が繋がった一つの巨大なハーディアンだった。
グラウコス
東京に現れたハーディアンのうちの一体。その外見は佐藤監督曰く、ヤツメウナギのような姿をしており、地中から突如現れ亜久里を一呑みにする。やがて亜久里が裏返ることによってその能力を奪われた。
バルデブ
ハーディアンの一種で地中に潜伏している。下半身はイモムシ状で、這って移動する。
両腕はいくつかの説に分かれていて、その節と節の間の腱（もしくは筋組織）を伸ばして、リーチを生かした攻撃をする。
頭部は長い角のある兜を被っており、両肩にも長く伸びた角がある。
胴体末端にも顔が有り、上下両方の口から粘着質の溶解液を吐き掛ける。
ブレイン
ハーディアンが己をコントロールするにはブレインが必要不可欠である。人間に小型のハーディアンが寄生し、人間の中枢の一部を支配。中型、大型のハーディアンが、その人間を取り込んでいると考えられる。なぜか女性ばかりが狙われており、女性をブレインとして活用するよりも、繁殖というのが主目的のようである。
メングラット
ハーディアンの一種でひときわ巨大。人面を持ち、既出ハーディアン達の司令塔の役割。
巨大な日除けを広げ、日光に弱いベルゼブを活動させられる。

### 変異体
変異体
既存生物が突然変異したと思われる生物。昆虫、海洋生物など多岐に渡り、世界中に大量発生している。
その発生原因は不明だが、死者の書の近くで発見されていたことから、その影響を受けている可能性は大きい。
オオマダラハムシ
世界中に突如発生し始めた羽虫の変種。後にベルゼブと呼ばれる変異体の一種と判明する。
ベルゼブ
ハーディアンが世界中に出現し人類に牙を向く少し前から、各地で発生していた羽虫型の変異体。ハーディアン出現前はオオマダラハムシと呼ばれていた。大きさは昆虫程度だが無数に発生し、巨大な群れを形成している。
銃撃を個体が密集して防ぐなど、ハーディアンの武器であり楯。と同時に目の代わりでもある。
一回り体の大きなリーダーがおり、それを倒すと群れ全体が壊滅する。
夜行性で日光に弱く、強い光の射す場所にはあまり進入してこない。
アフラーシステムが登場以来、原因は不明だが、ハーディアンを襲撃し始め、共倒れとなるケースが発生した。異種生物の進化の途で生まれたハーディアンの一種と思われていたベルゼブは、実はハーディアンではなかった可能性が高い。ハーディアンの死骸や生きた人間の体内に寄生して増殖し、やがてはその身体を突き破って大量発生。物語が終盤に近づいてくると日中は活動しなかったはずが、その数に物を言わせて陽光に焼かれた個体が黒煙を発し、その下に居る群れへの光を遮るなどの行動を見せ始めた。
地下深くや潜水艦の中など、自分達で壁を破壊したり小さな隙間を見つけてどんな所でも入ってきてしまう。しかしイエラが隠れていたロッカーの中など、なぜか入ってこなかった場所もある。

### 技・武器

#### ネクロダイバーの技
アヴホースの骨
伝承者のみが使える武器。由乃の最後の言葉を頼りに、哀羽（ヴァルダ）と由乃の妹・乃亜、イエラがエジプト・ルクソールの神殿地下で、結界に守られているところを発見した。
由乃の死の直前に託された「太陽のペンダント」と乃亜の持つ「月のペンダント」を目に当たる部分に嵌めることにより封印が解かれ、哀羽のネクロダイバー能力によって体内に取り込まれた。これにより破壊神ヴァイレ、守護神ヴァラールが使用可能になる。
アル＝カダス
アヴホースの攻撃形態の一種で、腕を巨大化させて地面に押し当て大地を揺らす。主に地中にいる敵に有効。
イグアッサード
アヴホースの攻撃形態の一種で、肘の辺りから出現する長い柄の先に付いた、対の斧。BD-BOX付属ブックレットに記述が無いため正式名称は不明。
イグソード
アヴホースの攻撃形態の一種で、肘の辺りから出現する刀剣。先端は鋭く、反りがある。
イグハルバード
アヴホースの攻撃形態の一種で、肘の辺りから出現する戟。冬音と鈴音を貫いたのもこの技。
オーヴ・ルルイエ
哀羽が中心となりヴァルダ、ヴァイレ、ヴァラールで三角形を形成して敵に突っ込み、体から無数の光線を放ち攻撃する。BD-BOX付属ブックレットに記述が無いため正式名称は不明。
オープニングの最後のシーンでも使われている派手な技だが、本編中では1回しか使っておらず、なおかつコーティング剤の入ったタンクに使用している。
クトゥバーン
テイルボーンにヴァイレによる爆裂効果を付加した技。空を覆いつくすほどのベルゼブを木っ端微塵に吹き飛ばすほどの威力がある。
シャッドスピン
ヴァラールの繰り出すバリア（ショグシールド）を身に纏いながらヴァイレによる電撃を追加して行うキック攻撃。
亜久里戦や狼騎戦などのクライマックスで使われた。
ショグシールド
哀羽の「受けろヴァラール！」の掛け声と共にヴァラールによって展開されるバリア。あらゆる攻撃をはじき返すことが可能。
ショグシールドを身に纏いながらヴァイレによる電撃を加えてキック攻撃を行うことでシャッドスピンが繰り出される。
テイルボーン
アヴホースの攻撃形態の一種で、手首や肘から出現する、脊椎形の伸縮自在のムチの先端に付いた、三つ又の銛。
総監督の長岡康史が残したメモに「テイルボーン」と書かれており、それを監督の佐藤英一が使用したと、「キスダムRへの道」第18回で明かされた。
デスツァール
アヴホースの攻撃形態の一種で、身体全体をアヴホースの骨のような形にして猛回転しながら敵に突っ込み貫く。
ハリフリーズ
ヴァイレの氷結攻撃。あたり一面を凍らせてしまう。
ユッグ・ミ＝ゴ
アヴホースの形態の一種で、攻撃と言うよりも、主に高速・長距離飛行するときに背中から出現する1対の翼。
見た目には蝶や蛾の姿をして、全体に目玉模様を配している。

#### 裏返りたちの技
ウジャト・アーラ
裏返りとなった七生が使用する技。両手からかまいたちを飛ばして攻撃する。
タナトス・チャクラム
裏返りとなった冬音が使用する技。トゲの付いたチャクラムを投げつけ、自由に操作して攻撃する。
デッドプレディクト
裏返りとなった亜久里が使用する技。身体中の目玉から光線を発射する。
目玉は、胸や腕、背中など無数にあるため、ほぼ死角なく攻撃できる。
ルペルカリア
裏返りとなった狼騎が使用する技。腕にある2本の爪で敵を引き裂く。

### アイテム
ゲルドの鏡
哀羽の体内にある死者の書を写し取り、しもべ達を無力化（倒す）できるアイテム。
謎の文様の記された石柱の有る洞窟内で、ゲルドの守護神と呼ばれる三つ又の銛を射出するハーディアンの体内にて護られていた。ゲルドの守護神を倒した亜久里によって奪取され、彼と同化した。
実体化したヴァルダにより破壊されたが、後にヴァルダが所持していたことが発覚。ヴァイレ、ヴァラールを実体化するために使用した。
第25話で、ヴァリレイに向けて光を放った際に哀羽によって破壊されている。
死者の書
N.I.D.Fは人類を救う手段の1つとして、その存在を探索し続けてきた。小型ハーディアンが多く確認される“変種多発帯”を調査ポイントとして調査されて来た。
ハーディアン発生の原因と思わしき物質で、形状は装飾を凝らしたアラブの短剣形。
その秘めたる力に脅威を感じた由乃は、指令の燻へ渡すことを拒否し、N.I.D.F.から裏切り者の嫌疑と、命を狙われる危険を省みず逃亡する。
ハーディアンに襲撃され死んでしまった哀羽に使うと、ネクロダイバーとして蘇生した。
次世代に送り込まれ、次々と強い生命体を産む。燻が死者の書の影響で妊娠したこともこの影響。
その名は世界により異なり、別の世界では「ゾバル」「シ・スラーム」「シュラミュルク」「バッハグルム」などと呼ばれた。
死者のレリーフ
A.D.2031年に発生した豪華客船セイレーンII世号の沈没事故により発見された、謎の文字が刻まれた巨大な石柱。
人類は謎の文字の解読に成功し、遙かなる古より別の世界から来訪したハーディアンの存在、そしていずれ訪れる人類の存続を掛けた戦いが記されていた。哀羽たちも知らなかったことから、この情報は公には公表せず、N.I.D.Fの幹部やごく僅かな外部の人間にしか知らされていなかったと推測される。
研究が進行する中、版本体とは別に伝承者・ネクロダイバーとしての力を与える、もうひとつの小さな「死者の書」も予想されていた。
太陽のペンダント
由乃が所持していたペンダント。このペンダントと月のペンダントをアヴホースの骨の瞳で合わせ、哀羽の血を祭壇に捧げることにより、その封印を解いた。死ぬ間際に由乃が哀羽に渡したため、由乃の遺品になってしまった。
月のペンダント
乃亜が姉より預けられていたペンダント。

### 人類側
アフラーシステム（Anti Hadian Ultrasonic Radial Anathema-System）
竜宮城に避難した科学者集団が開発した、ハーディアンの弱点の音波を発生させる技術。それを応用して兵器化したのがアフラーガンとアフラーユニット。
まだまだ開発段階で、どんなハーディアンに対しても有効に無力化するが、死滅させるまでの威力は無い。
N.I.D.F.（エヌアイディーエフ）
Neo International Defence Forceは、A.D.2040年に発足した国際防衛組織。その前身はA.D.2038年、大学生だった現総司令・燻京香がハーディアンに対抗するためにインターネットを通じて呼びかけ設立した頭脳集団、Independent Developers' Forumである。
これまでに主力となっていた無人機ではハーディアンに対抗できないとして、対ハーディアン兵器の開発とパイロットの育成、さらにその前提となるハーディアンそのものの調査研究を目的に活動し現在に至る。
NUN（エヌユーエヌ）
Neo United Nationsの略称。N.I.D.F.の後継組織であり、ネクロダイバーによってハーディアンの危機が去った地球において復興などを行っている世界的組織。
乃亜が中心となって死者のレリーフを調べており、ネクロワールドへの入り口を探っている。
NES機関（ネスきかん）
NES機を極秘裏に開発・制作している機関。「ヴァイパー」「ドルフィン」らNESシリーズはこの組織により開発されたものとされる。
当アニメの制作委員会名にも採用されている。
ガルスインダストリー
奇跡的に無傷で生き残った、港湾工業地帯。竜宮城の地上の玄関口。
工作機械など、多く残されていたので、アフラーガン/アフラーユニットや、新型NES機、各種兵器を製造している、対ハーディアンの人類反撃の拠点のひとつ。
アフラーシステムに危機感を抱いた玲が、そのデータを奪取するために樹に襲わせたため、壊滅的ダメージを受ける。
竜宮城
N.I.D.F.の海底基地で、対ハーディアン研究の要。
世界各国の科学者は、ベルゼブに察知されない海底にいったん避難し、そこでアフラーシステムや、邀撃潜水艇サラディン号の開発を行った。
レジスタンス
生き残った人々や、人類の勝利を願い及びにレジスタンスの数は世界各地に及ぶ。竜宮城と繋がりのあるレジスタンスには、既にアフラーシステムが採用されはじめている。
年端もいかぬ少年から、老人達が所属し武器や食料の補給は自給自足。裏返りに救われたレジスタンスがいくつかあるが、逆に抹殺されたケースもあった。

### 地理
イーモ山
哀羽たち一行が、サカノウチに至るまでに超えて来た山。
サカノウチ
中近東のとある港湾都市。日本からの避難民が定住している。
ハーディアンと戦う人物の噂の真相を確かめるため、哀羽とその一行が立ち寄り、その人物のガルナザル艦長以下邀撃潜水艇サラディン号クルーや鈴音と出会い、冬音と再会した。また、ハーディアンと融合した鈴音、冬音と戦闘になり、葬った地でもある。
東京
日本に実在する都市。N.I.D.F.の本部があり、ハーディアンに襲われて壊滅した。
ネクロワールド
大きさの概念や時間さえも意味を為さない異空間。あらゆる世界のネクロダイバーが最後に訪れる場所である。
ルクソール
エジプトに実在する都市。哀羽は由乃が残した言葉に従ってここへ赴いたが、乃亜とイエラに出会うこととなる。またアヴホースの骨が封印されていた地でもあった。
哀羽たち一行が日本へと向かう旅の出発点となる場所である。

## スタッフ
BD-BOXに収録された『キスダムR』全話のスタッフクレジットでは、原作の表記が放送当時記載されていた「サテライト、ワールドビジネスエンタープライズ」ではなく、『キスダム』発表当時と同様の「長岡康史、サテライト」となっている。ワールドビジネスエンタープライズが原作から外れたことに関して、公式サイドからの説明は無い。
- 原作 - 長岡康史、サテライト（テレビ放送時は「サテライト、ワールドビジネスエンタープライズ」）
- 総監督 - 長岡康史
- 監督 - 長岡康史 → 佐藤英一
- 副監督 - 神戸洋行
- シリーズ構成 - 長岡康史
- キャラクターデザイン - すしお
- サブキャラクターデザイン - 岡崎洋美、三好和也、神戸洋行、窪岡俊之
- メカニカルデザイン - 河森正治
- デザインワークス - 森木靖泰、高倉武史
- 美術設定 - ロマン・トマ
- 美術監督 - Lee Seo Gu
- 色彩設計 - 中山久美子、永濱由紀子
- 撮影監督 - 葛山剛士
- CGIディレクター - 井野元英二
- 編集 - 衛藤太志
- 音響監督 - 明田川仁
- 音楽 - II MIX ⊿ DELTA
- 音楽制作 - コピーライツバンク
- 音楽プロデューサー - 白石恵一
- プロデューサー - 島村和明、長谷部大樹
- アニメーション制作 - サテライト
- 製作 - Project NES（バンダイビジュアル、サテライト、コピーライツバンク）

## 主題歌
これらオープニングテーマ・エンディングテーマは映像や歌唱コーラスなどの違いにより、全部で32種類存在する。

### オープニングテーマ
第1話はオープニングなし。
「時空を超えて」
作詞・作曲 - ジョー・リノイエ / 編曲 - II MIX ⊿ DELTA with YUPA / 歌 - II MIX ⊿ DELTA
第2話 - 第14話（『キスダム』では第2話 - 第21話）にかけて使用された。
「A Runner at Daybreak」
作詞 - 永野椎菜 / 作曲 - 高山みなみ /  編曲 - II MIX ⊿ DELTA with 鈴川真樹 / 編曲・歌 - II MIX ⊿ DELTA
第15話 - 第25話（『キスダム』では第22話 - 第24話）にかけて使用された。
「時空を超えて The Second Chapter」
第26話（『キスダム』では第25話 - 第26話）にかけて使用された。「時空を超えて」のリミックスバージョンであり、歌・歌詞・編曲は「時空を超えて」と同じである。II MIX ⊿ DELTAのシングル「A Runner at Daybreak」に収録。

### エンディングテーマ
「時空を超えて」
第1話のみ。
「君がいる限り」
作詞 - STEPHANIE,mavie / 作曲 - ジョー・リノイエ / 編曲 - ジョー・リノイエ&長岡成貢 / 歌 - ステファニー
第2話 - 第14話（『キスダム』では第2話 - 第18話）にかけて使用された。2007年に開催された第49回日本レコード大賞にて新人賞を受賞。
「because of you」
作詞 - STEPHANIE&矢住夏菜 / 作曲 - ジョー・リノイエ / 編曲 - ジョー・リノイエ&長岡成貢 / 歌 - ステファニー
第15話 - 第26話（『キスダム』では第19話 - 第26話）にかけて使用された。第20・23・24・25話では第2コーラスが流れ、第26話では第2コーラスの途中から大サビが流れた。
「Pocket Rocket Revisited」
作詞 - 永野椎菜 / 作曲 - 高山みなみ / 編曲 - Yukinori Nakano / 歌 - II MIX ⊿ DELTA
間奏節で使用された。II MIX ⊿ DELTAのシングル「時空を超えて」に収録。

### 挿入歌
「Étranger」
作詞 - 永野椎菜 / 作曲 - 高山みなみ & ジョー・リノイエ /  編曲 - II MIX ⊿ DELTA with 鈴川真樹 / 歌 - II MIX ⊿ DELTA
第26話で使用され、フルコーラスが流れた。II MIX ⊿ DELTAのアルバム「dELTa ONE」と、シングル「A Runner at Daybreak」に収録。

## 各話リスト
- 「節数」[注 11]には、前述の通り『キスダムR』での放送話を記載する。これは『キスダムR』において『キスダム』第四節「炎幻 カギロヒ」（総集編）がカットされた影響で、第4話から1話ずつ話数表記がずれているためである[注 12]。
- 「キャラクター」には、サブタイトルとなる台詞を口にしたキャラクターを記す。
- 「初回放送日」には、『キスダム』で存在したエピソードはテレビ東京での放送日を記し、『キスダムR』新作話である余塵節「輪転 メグリアヒ」のみAT-Xでの放送日を記す。なお間奏節「人片 オモカゲ」はBD-BOX収録の新作話なので放送日は存在しない。
- 「キスダムRへの道」には、2008年のBS11での放送で『キスダムR』各話終了後に放送されたインタビューコーナーに登場した人物を記す。
- 「キスダムR INFORMATION」は、2011年のBS11での放送で『キスダムR』各話本編終了後に放送されたコーナーで、回によっては声優やスタッフが出演した[注 13]。

| 節数                  | サブタイトル    | キャラクター                                                 | 脚本         | 絵コンテ                   | 演出              | 作画監督                                | 初回放送日      | キスダムRへの道              | キスダムR INFORMATION |
| --------------------- | --------------- | ------------------------------------------------------------ | ------------ | -------------------------- | ----------------- | --------------------------------------- | --------------- | ---------------------------- | --------------------- |
| 第一節                | 終焉 オワリ     | 哀羽シュウ                                                   | 長岡康史     | 長岡康史                   | 神戸洋行          | 岡崎洋美                                | 2007年 4月3日   | 佐藤英一                     | BD-BOX宣伝            |
| 第二節                | 虚身 ウツセミ   | 哀羽シュウ                                                   | 高山カツヒコ | 宇女田臥覗                 | 鹿島典夫          | 三好和也                                | 4月10日         | 明坂聡美 小野大輔            | BD-BOX宣伝            |
| 第三節                | 友輩 キズナ     | 哀羽シュウ                                                   | 北嶋博明     | 山田十三                   | 熊澤祐嗣          | 土屋圭                                  | 4月17日         | 水樹奈々 中村悠一            | BD-BOX宣伝 佐藤英一   |
| -                     | 炎幻 カギロヒ   | ヴァルダ                                                     | 佐藤英一     | 佐藤英一                   | 衛藤太志          | 岡崎洋美 相馬満 三好和也 土屋圭         | 4月24日         | -                            | -                     |
| 第四節                | 深淵 ヨミジ     | 哀羽シュウ                                                   | 中瀬理香     | 小柴純弥 須永司            | 小川浩司          | 金根英                                  | 5月1日          | 渡辺明乃 遠藤綾              | BD-BOX宣伝            |
| 第五節                | 断罪 カクゴ     | 猪尾亜久里                                                   | 佐藤和治     | 須永司                     | 榎本守            | 高橋典子                                | 5月8日          | 高橋典子 小美野雅彦          | 小野大輔              |
| 第六節                | 同死 シンユウ   | 流姫那由乃                                                   | 大野木寛     | ヤマトナオミチ             | ヤマトナオミチ    | 相馬満 草刈大介                         | 5月15日         | 佐藤英一                     | BD-BOX宣伝            |
| 第七節                | 過刻 イマムカシ | 流姫那乃亜                                                   | 中瀬理香     | 佐藤英一                   | 鈴木吉男          | 三宅雄一郎                              | 5月22日         | 佐藤英一                     | 中村悠一              |
| 第八節                | 影雄 セイギ     | 出門狼騎                                                     | 北嶋博明     | 須永司                     | はしもとなおと    | Shin hyung woo                          | 5月29日         | 佐藤英一                     | BD-BOX宣伝            |
| 第九節                | 咎人 ツグナイ   | 桐井冬音                                                     | 北嶋博明     | 須永司                     | 飯村正之          | HANJIN                                  | 6月5日          | 佐藤英一                     | BD-BOX宣伝            |
| 第十節                | 碧雪 ユキオト   | イエラ巴門                                                   | 大野木寛     | 原博                       | 黒田やすひろ      | 山田裕子                                | 6月12日         | 佐藤英一                     | 遠藤綾                |
| 第十一節              | 凍海 セイジャク | 玲                                                           | 大野木寛     | 渡部純央                   | 北川正人          | 金根英                                  | 6月19日         | 佐藤英一                     | BD-BOX宣伝            |
| 第十二節              | 明暗 アイシュウ | 玲                                                           | 高山カツヒコ | 小川浩司 佐藤英一          | 山口美浩 冨田剛司 | Shin hyung woo Joung Soon an 小美野雅彦 | 6月26日         | 高橋典子 小美野雅彦          | BD-BOX宣伝            |
| 第十三節              | 再離 サイカイ   | 七生愁                                                       | 高山カツヒコ | 博多正寿                   | 草刈大介          | 草刈大介                                | 7月3日          | 佐藤英一                     | 明坂聡美              |
| 第十四節              | 風揺 サザメキ   | 哀羽シュウ                                                   | 中瀬理香     | 博多正寿                   | 古川政美          | 和田伸一                                | 7月10日         | 佐藤英一                     | BD-BOX宣伝            |
| 第十五節              | 胎慟 ノロシ     | 沙々羅樹                                                     | 佐藤和治     | 三浦和也                   | 鈴木吉男          | 三宅雄一郎                              | 7月17日         | 森木靖泰                     | BD-BOX宣伝            |
| 第十六節              | 拒溶 ツナガリ   | 流姫那由乃                                                   | 佐藤和治     | 博多正寿                   | 浅見松雄          | 山崎輝彦                                | 7月24日         | 渡辺明乃 遠藤綾              | BD-BOX宣伝            |
| 第十七節              | 嘘溝 マヤカシ   | 流姫那乃亜                                                   | 大野木寛     | 榎本守                     | 榎本守            | 高橋典子                                | 7月31日         | 高橋典子 小美野雅彦          | BD-BOX宣伝            |
| 第十八節              | 離結 モロキモノ | 哀羽シュウ                                                   | 佐藤和治     | 山田勝                     | 北川正人          | 桜井木ノ実 村上勉                       | 8月7日          | 佐藤英一                     | BD-BOX宣伝            |
| 第十九節              | 砕愛 コイビト   | イエラ巴門                                                   | 大野木寛     | 三浦和也                   | 三浦和也          | Joung Soon an                           | 8月14日         | 高橋典子 小美野雅彦          | -                     |
| 第二十節              | 英屍 マヨイガ   | 沙々羅樹                                                     | 北嶋博明     | 和田卓也 小川浩司          | 政木伸一 平井義通 | 草刈大介 新垣重文                       | 8月21日         | 佐藤英一 小美野雅彦 高橋典子 | -                     |
| 第二十一節            | 狂奏 ヘンヨウ   | 燻京香                                                       | 大野木寛     | 博多正寿                   | 楠本巨樹          | 金根英                                  | 8月28日         | 水樹奈々 中村悠一            | -                     |
| 第二十二節            | 妄蒐 ヌケガラ   | ヴァルダ                                                     | 佐藤和治     | 山田勝                     | 古川政美          | 和田伸一                                | 9月4日          | 森木靖泰                     | -                     |
| 第二十三節            | 光姫 オクリビ   | 流姫那乃亜                                                   | 北嶋博明     | 山口美浩 小川浩司 佐藤英一 | 北川正人          | 桜井木ノ実 村上勉 小美野雅彦            | 9月11日         | 高橋典子 小美野雅彦          | -                     |
| 第二十四節            | 無眩 ヒガン     | 主要キャラ（哀羽を連呼） 哀羽シュウ ネクロダイバーのしもべ達 | 大野木寛     | 博多正寿                   | 榎本守            | 高橋典子                                | 9月18日         | 高橋典子 小美野雅彦          | -                     |
| 第二十五節 （最終節） | 始暁 ハジマリ   | ヴァルダ ヴァリレイ                                          | 大野木寛     | 三浦和也 佐藤英一 吉川博明 | 神戸洋行 三浦和也 | 小美野雅彦                              | 9月25日         | 明坂聡美 小野大輔            | -                     |
| 余塵節 （Encore）     | 輪転 メグリアヒ | -                                                            | 佐藤英一     | 原博                       | 原博              | Shin hyung woo                          | 2008年 10月19日 | 佐藤英一 小美野雅彦 高橋典子 | -                     |
| 間奏節 （Intermedio） | 人片 オモカゲ   | -                                                            | 大野木寛     | 原博                       | 玉田博            | 小倉典子                                | -               | -                            | -                     |

## 放送局
| 放送地域       | 放送局             | 放送期間                                       | 放送日時                      | 放送系列       | 備考                          |
| 『キスダム』   | 『キスダム』       | 『キスダム』                                   | 『キスダム』                  | 『キスダム』   | 『キスダム』                  |
| -------------- | ------------------ | ---------------------------------------------- | ----------------------------- | -------------- | ----------------------------- |
| 関東広域圏     | テレビ東京         | 2007年4月3日 - 9月25日                         | 火曜 25:00 - 25:30            | テレビ東京系   |                               |
| 福岡県         | TVQ九州放送        | 2007年4月5日 - 9月27日                         | 木曜 26:48 - 27:18            | テレビ東京系   |                               |
| 大阪府         | テレビ大阪         | 2007年4月7日 - 9月29日                         | 土曜 26:05 - 26:35            | テレビ東京系   |                               |
| 愛知県         | テレビ愛知         | 2007年4月10日 - 10月2日                        | 火曜 25:28 - 25:58            | テレビ東京系   |                               |
| 岡山県・香川県 | テレビせとうち     | 2007年4月10日 - 10月2日                        | 火曜 26:43 - 27:13            | テレビ東京系   |                               |
| 北海道         | テレビ北海道       | 2007年4月17日 - 10月9日                        | 火曜 26:00 - 26:30            | テレビ東京系   |                               |
| 『キスダムR』  |                    |                                                |                               |                |                               |
| 日本全域       | AT-X               | 2008年4月27日 - 10月19日                       | 日曜 12:30 - 13:00            | CS放送         | リピートあり                  |
| 日本全域       | BS11               | 2008年5月9日 - 10月31日                        | 金曜 23:30 - 24:00            | BSデジタル放送 |                               |
| 日本全域       | Yahoo!動画         | 2008年5月15日 - 7月24日 2008年8月3日 - 11月9日 | 木曜 24:00更新 日曜 24:00更新 | ネット配信     | 7日間無料 4日間無料           |
| 日本全域       | バンダイチャンネル | 2008年5月16日 - 11月7日                        | 金曜 12:00更新                | ネット配信     | 1週間無料                     |
| 日本全域       | ニコニコ動画       | 2011年8月7日                                   | 土曜 13:30 - 25:00            | ネット配信     | 一挙配信 ライブストリーミング |

この他『キスダムR』の再放送が、AT-Xにて2008年12月7日 - 2009年3月1日に日曜 21:00 - 22:00に2話連続放送（リピートあり）で、BS11にて2011年4月9日 - 10月1日に土曜 23:00 - 23:30にそれぞれ行なわれていた。
| テレビ東京 火曜 25:00 - 25:30枠 | テレビ東京 火曜 25:00 - 25:30枠               | テレビ東京 火曜 25:00 - 25:30枠          |
| 前番組                          | 番組名                                        | 次番組                                   |
| ------------------------------- | --------------------------------------------- | ---------------------------------------- |
| ゴーストハント                  | キスダム -ENGAGE planet- （ここまでアニメ枠） | キューティーハニー THE LIVE （深夜特撮） |

## 関連商品
BDなどの映像ソフトに関しては#映像ソフトを参照。

### CD
- 時空を超えて - 2007年7月4日発売
- KISSDUM -ENGAGE planet- オリジナルサウンドトラック - 2007年7月25日発売
- A Runner at Daybreak - 2007年9月14日発売

以上3点は発売元：コピーライツバンク、販売元：ジェネオンエンタテインメント。
- 君がいる限り - 2007年5月30日発売
- because of you - 2007年8月29日発売

以上2点はSME Recordsより発売。

### その他のグッズ
コクピットアーマーTシャツ
コスパより2007年5月下旬に発売。表にNESコクピットアーマーの絵が描かれており、サイズはS/M/L/XL。カラーは何種類か存在し、他の絵柄のTシャツも同時発売された。
NES コクピットアーマー
ウェーブより2008年8月30日に発売された流通限定品。組み立て式ガレージキットなので、塗装はされていない。

## BD-BOX化に伴うPR活動
ヴァルダ役の明坂聡美が出演する『明坂聡美の「明けテレ」』でのスポンサー募集に『キスダムR』が応募し、2011年5月11日放送回と6月1日放送回の2回に渡って番組内にて明坂によるBD-BOXの宣伝やCM放送などが行なわれた。この他にもニコニコ生放送の『電波研究社』2011年8月4日配信回に明坂とバンダイビジュアル広報の廣岡祐次が出演、BD-BOXとニコニコ動画での一挙配信の宣伝を行なった。また一挙配信1時間前には『一挙放送直前「キスダムR -ENGAGE planet-」 裏返り特番！』が配信され、明坂と廣岡の他に監督の佐藤英一も出演した。なお上記の宣伝映像は全てBD-BOX未収録である。
また2011年6月24日に秋葉原限定で配布が開始されたフリーペーパー『週刊アスキー 秋葉原限定版』の裏表紙に高橋典子描き下ろしの新作イラストが掲載され、中身においても見開き2ページに渡ってBD-BOX化に際する特集が組まれている。この中では声優MAKOのコラム（MAKOのアニメミルミル！）内にて、明坂との『キスダムR』対談も掲載された。なお裏表紙を飾った描き下ろしイラストは2011年7月の間、秋葉原駅の山手線・京浜東北線ホームに「バンダイビジュアル今月の推しタイ!!」として設置されている看板にも使用されていた。

## イベント
東京国際アニメフェア2007 キスダムトークショー
2007年3月25日に東京国際アニメフェア2007のサテライトブース内にて行なわれたトークショーであり、小野大輔と総監督の長岡康史が出演した。
キスダムR -ENGAGE planet- 裏返り決起集会
2011年7月16日に汐留スペースFSにて開催されたイベントであり、観客はBD-BOX早期入金者を対象に抽選で招待された。小野大輔・明坂聡美・中村悠一・遠藤綾・佐藤英一が出演し司会を廣岡祐次が担当した。
なお当日客席にはステファニーも来ていたことがイベント終盤にて明かされた。
サテライト★アニメナイトVol.2 〜俺について来れるか!?佐藤英一監督×キスダムナイト!〜
2011年12月20日にAsagaya / Loft Aにて開催されたイベントであり、ニコニコ動画とUstreamで生配信も行なわれた。2011年よりサテライトが開催するイベント「サテライト★アニメナイト」の第2弾としてキスダムと佐藤英一が深く関わった作品が取り上げられた形になっており、佐藤英一（監督）・森木靖泰（デザインワークス / ハーディアンデザイン原案）・鹿島典夫（演出）・古宮陽子（美術）が出演した。
なお各動画サイトでの生配信終了後は、佐藤英一による「時空を超えて」のアコースティック・ギターアレンジバージョンのフルコーラス歌唱と、シークレットゲストのステファニーによる「君がいる限り」のフルコーラス歌唱などが行なわれた。

## 備考
- 劇中BGMのうち何曲かは、II MIX ⊿ DELTAのミニアルバム2作品（『dELTa ONE』と『dELTa TWO -UNIVERSE-』）に収録された楽曲のアレンジである[37]。なお「時空を超えて」と「君がいる限り」以外のOP&ED曲TVサイズなど、サウンドトラックに収録されていない楽曲が多数存在する。
- メカニックデザインを担当した河森正治はコンセプトデザインから本作に関わっており、当初はNES機の案を2種類提出していた。採用された案はNESコックピットアーマーとなったが、採用されなかった案は後に『マクロスF』に登場するEX-ギアに流用されている[27][38]。
- 本作のファンは作中の表現を用い、公式サイドからも「裏返り」[8]や「ネクロダイバー」[39]などと呼ばれている。
- 本作のタイトルの意味が「KING of SOLDIERS the DARKMAN RISING」の略称という事がBD-BOX特典冊子の裏表紙にて判明した[注 18]。